# 乌干达英语
乌干达英语或乌干达式英语（Uglish发音为you-glish）是乌干达英语口语方言。和其他地方方言相同，乌干达英语地方色彩浓郁。

## 当地语言的影响
乌干达语言模式严重影响着英语口语。乌干达有很多种地方方言，熟悉乌干达的人能从说英语的人口中很容易辨别出本土语言。乌干达人可以转变外来词语的发音方式使词汇听起来悦耳动听。
乌干达南部的班图语辅音中总是夹杂着元音音节，的确，卢干达语中单词的辅音是不发音的，因此单词Alfred/ˈælfrɛd/中字母l和d会有额外音节/i/的发音，使整个单词的读音变为/ˈalifuredi/。相似的，muscular的发音为/ˈmusicular/。
乌干达语从不以做/r/发音开头，它只出现单词字母/e/and/l/后。相反/i/却不能跟在这两个字母发音。因此railway中的发音/r/和/l/会被替换掉，整个单词的发音变为/leyirwe/。
乌干达语不容许/kju/发音；所有这类发音被/tʃu/所代替。因此cute发音变为/tʃut/。初始发音/r/虽然对说卢旺达语的人来说比较困难，但是对说Runyankole和Rukiga语的人来说就显得相当自然，很少会把/l/发成/r/音。此外，在Runyankole和Rukiga语中，/s/的发音听起来像/ʃ/的发音。综合上述三条发音规则，calcium会发/karuʃim/的音。

## 词汇和习语
乌干达英语中有一些词语有特殊含义，这在乌干达众所周知，但对于外来人员来说却是一头雾水。这些用法的起源却是无法查证的。最好的例子可能是extend，在乌干达英语中是给人让座或给别人腾出屋子的意思。还有一个例子是"pop"，可以代替bring 和come等单词，比如在句子Danny, pop that bottle here or Heno, pop to my house中分别为带来(bring)和过来(come)的意思。

### 建筑习语
有些习语可以追根溯源。尽管basement（地下室）叫做godown，但是warehouse（仓库）在乌干达含义和英语中的相同。小城镇那些标为hotel（旅馆）的建筑很可能是餐馆。

### 服饰习语
动词词组put on（穿）可以代替to dress, to be dressed, or to wear词（组）使用。可能会听到诸如"That lady is rich, don't you see how she is putting on（那个女人很富有，你没看到她穿的都是什么嘛？）"and"The police are looking for a man putting on a red shirt（警察正在寻找一个穿着红色衬衫的男人）"等表达方式。

### 通讯习语
手机服务要提前支付。如果没有时间提前支付足够的电话费，在刚打通电话的时候就要立马挂断电话。接电话的人听到电话铃响了一下，看到电话号码，就会明白对方挂了电话。由于在这种情况下，电话屏幕快速闪动一下，人们把这种情况叫做我被闪了。其表达的意思是我想和你说话，不过需要你买单。

### 教育和培训习语
在商业和发展领域，"facilitation" （简易化） 或"to facilitate someone"（给某人带来方便）意思与欧洲国家和美国基本意思大不相同。在乌干达，这表示付款的意思。这一款项会用来支付一些费用，且通常高于付款者消费的现金成本。有些情况下，仅仅为了参加一两天会议会花费一周到两周的薪水。这个单词在欧洲或美国表示在某一团体中协助组织工作，几乎不涉及付款的含义。协助内容包括准备和分析工作；包括主持会议和记录会议记录；也包括搬运，培训和建议。

### 家庭成员习语
在乌干达部落中，爸爸和他的兄弟们的孩子相互之间的关系用siblings（兄弟姐妹）表示。英语单词cousin(堂兄弟，姐妹)包含了这样的关系，但既可以指舅舅的儿女，也可以指姑姑的儿女。在父系家族里，他们属于不同的家族的。因而术语cousin brother（表哥，表弟）或cousin sister（表姐，表妹）指代的是关系非常亲近的亲戚。 
“A dependent”指的是一个家庭的养子，虽然住在一起，但是和他们并没有血缘关系。有时候乌干达人把养子叫做儿子，女儿，侄子或侄女。由于AIDS、贫困等原因，许多孩子沦为孤儿，加之乌干达共有型文化的影响，导致养子数量很高，因此对局外者来说，想分辨清那些人有血缘关系显得比较困难。

### 食品和农业术语
一般而言，喝饮料用短语taking a beverage而不是Drinking a beverage来表达。食品专指淀粉类，但是不包括炸土豆条（法式炸薯条），这些叫做snacks（零食）。肉特指牛肉，山羊肉，有时候也指猪肉，但不包括鸡肉和鱼肉。Macrones指的是意大利面，一般是油炸食品。Irish指的是（爱尔兰）土豆，而 “potatoes” 指的是番薯（sweet potatoes）。Pawpaw 或popo指的是木瓜。Sukuma wiki指的是羽衣甘蓝。Ovacado或facado指的是鳄梨。Posho指的是浓稠煮熟的的燕麦片，ugali常指代水。
常用挖（digging）这个单词指代英语的耕作（farming），把耕地或大型的耕地称作gardens（graderns在英语里通常指园艺的意思）。

### 语言术语
大多数说英语的国家很少用到方言（vernacular）这个单词，但是在乌干达却很普遍，指当地语言。这起源于乌干达这样一个现象：如果学生在小学说英语以外的其他语言（方言）会受到处罚。由于当地语言很多，因此常常把这些语言成为方言（"vernacular"）。

### 和钱有关的术语
当在体育赛事，购物，娱乐和其他类似的情况上大量花费金钱时，乌干达人把这种消费行为叫“吃钱”。“吃钱”也指贪污，腐败，或滥用资金，比如说“部长吃钱，”或“他由于吃钱被开除了” 。“吃钱”也可以指奢侈或富裕的生活方式，因此"你在吃钱”也暗指一个人事业成功和生活滋润。
有人向你借了钱，一般你会说他们欠（owe）你钱。乌干达则使用demand代替owe.比如I demand John ten thousand shillings和John owes me ten thousand shillings（约翰欠我1万先令）二者意思相同。
你和朋友一起出去喝酒或者购物，你买单的情况用House来表达。比如我们昨晚和Kenneth出去玩，他买的单，可以表达为We went out with Kenneth last night and he housed us。
在乌干达，外币叫做forex，货币兑换机构叫做forex bureaux。
在美式英语中，退票用bounce表示；而乌干达用bounce表示没有见到想见的人，没有达成目标或失约。

### 品质术语
在乌干达Somehow（不知怎么的）的用途很广泛，表示稍微地，偶然地或引起的怀疑。当有人问你是否喜欢某种食品时，你可以用'somehow'表达稍微喜欢之意。Fake（虚假）可以用来指责某人干了某事。比如说有个朋友晚上出去玩爽了，但是没有叫其他朋友一起去，可以使用"Eeh, you man, you are fake!"表达这个朋友做人不地道。

### 宗教习语
save-dee在乌干达英语中通常指找到上帝的人，在其他说英语的国家指上帝救赎的人。在乌干达无神论者和不可知论者被沦为异教徒。

### 社会事件和问候习语
Congs是恭喜 “congratulations” 的缩写词。Wel be back是欢迎回来 “welcome back”的衍生形式，但是前者使用更为频繁。Lost（英语指的是：迷失）的意思是好久没有见过某个人了。比如说"Eeeh, but you are lost."的意思是“啊，好久不见了”. “ok please"表达的同意或承认的意思,也可以用来指句子之间的过渡。比如说，有个人要走了，他可以用 "ok please" 暂时打破安静，然后告之自己要走了。"Thank you please"意思相似，但也可以表示谢谢的意思。
在乌干达英语中，"Please"从来没有请的意思，如果需要东西会用"You give me..."来表达，因为"Please"语气不足以表达礼貌行为。

### 交通和指路的习语
means指交通工具。比如说"I could not reach the party last night; I had no means"的意思是我没有车所以没能来晚会。
"taxi"是像公共汽车一样可以载很多人的在固定路径上来回行驶的面包车。A special hire才用来表达一次载一个乘客，在客户指定路径上行驶的出租车。breakdown指代拖车。bodaboda可以指代摩托车或者自行车，和出租车的用途相同。bodaboda来自乌干达-肯尼亚边境布西亚地区，这里距离乌干达境内市区还有一公里。
乘坐公共汽车/出租车在车站下车的游客，或来自肯尼亚边境前往乌干达的游客会被做生意的骑行者载到市区。骑行者们一般会以“边境，边境”的口号招揽生意。
Captain称呼可以指所有飞行员，不特指指挥飞机的人。Pilot常用来指代公共汽车，面包车或出租车司机。"foot"可以指代步行。
在乌干达指路的习语包括: “to slope”指向一定方向走，不局限于走下坡路；to branch是转弯的意思。“To give someone a push" 的意思是陪某人向家的方向走一段。当说一辆车睡在外面，意思就是车停在外面，而不是在车库或者修理厂。

### 巫术习语
巫术从业者叫做巫医（Witch doctor）。巫医起源并不清晰，不是直接从乌干达语言翻译而来的。乌干达用Witch-doctor表示巫师，也可以指代当地药师（如药草师）。黑夜舞者（Nightdancer）指被鬼神附身的人。他们通常在晚上裸体跳一小会儿舞，也常常会在别人门口大便，并且把大便涂抹在门上面的人。这一用法到处都是，没有部落起源。最后成为巫医（witch-doctors）的同义词，因为他们常常受到这些鬼神的控制。黑夜舞者（Nightdancer）也常用来指食人族，但并不是说吃人肉是常见的事情。如妈妈或爸爸会用“你最终会成为一个黑夜舞者”来形容一个咬手指的孩子。 这也暗指个孩子不仅咬手指，最终还真可能会吃人肉呢。

### 其他术语
乌干达英语中会用downer指代更低（英语中用lower），作为向上（upper）的反义词。比如"我摔断了我的大腿，但是我的小腿也疼" ( I broke my upper leg, but my downer leg was paining, too)。paining常代替hurting表达也受伤了的含义。
"Sorry"在乌干达和英格兰的用法不同。乌干达人用"Oh, sorry" 或 "I'm sorry"非常恰当地对某人所经历的不幸表达自己同情和悲伤。而英格兰人用这种直接用语表达没有尽职尽责的遗憾，含有道歉的意思。对不涉及自身的问题，英格兰会使用间接语"I'm sorry to hear that" 、"that's really sad", 或"that's terrible"表达同情。
Ever用来指代经常（英语中用often），通常（always）含义和美式英语相同。ever是从不（never）相反意思的夸张表达，比如"She is ever late"来指一个人经常迟到。
百老汇戏剧《阴道独白》（The Vagina Monologues）在乌干达短暂地上演了一段时间，且被演绎的臭名昭著，后来乌干达审查机构禁止了这个舞台剧。这场争议使得乌干达英语引进了独白“monologue”一词，是阴道的委婉说法。红辣椒“Red Pepper”报纸普及了坎大哈“Kandahar”一词。2010世界杯后，呜呜祖拉（vuvuzela，足球迷用于助威的长塑料喇叭）指代阴道，庞然大物（whopper）指代阴茎。
形容词整个“whole”用来强调对有头衔货或身份人士不得体行为的不满。比如"How can a whole Minister go to that cheap nightclub?"表达“那个部长怎么能去如此龌龊的夜总会呢？”；"How can a whole headmaster dress so badly?"表达“身为校长怎么能穿的这么不得体呢？”这些表达是直接从乌干达语翻译过来的。
在年轻人当中，项目“proggie”（programme的缩写）常用来指代某人的社交计划，比如要问“苏珊，这周什么打算？一起去玩吧”可以用“Susan, what's your proggie for the weekend, let's hook up”表达。
Zibbs 常用来指代问题，比如I failed the exam, now those are other zibbs 表达“考试没过，问题更多了”。这个单词起源于卢干达语中表示问题的单词ebizibu。
副词Just常用在句末表达某一观点的显著性，比如“During a phone call, one would tell a friend, I am at home eating food, just”的意思是“通话时一般会告诉朋友在家肯定是吃饭咯”
在卡拉摩亚地区的方言中，享受“enjoy”可以指代与某人结婚，比如 "I used to enjoy Narot but now, since the divorce, I am enjoying Nakoto."的意思是我过去和Narot是夫妻，但离婚后，我和Nakoto成为了夫妻。

## 借贷习语
乌干达人常常在英语中加入本地语言，因为相同意思的单词不足以表达他们想要表达的意思。
brother-in -law在标准英语中可以同时指代配偶兄弟和配偶姐妹的丈夫。但是在乌干达社会中，这两组关系去包含了不同的义务和规范。比如卢干达语用muko（妻子兄弟）和musangi（“见到的人”，求婚时在女方家里见到的人）做详细区别。
有些情况下只有前缀来自乌干达语言。在卢旺达语中名词前缀ka-表示小的意思。有个国会议员在交谈中提到5-英尺-tall（1.5-）的财政部长,是用“ka-man is innocent.（这个小个子是清白的）”描述的他。小孩子（Ka-child）和小东西（ka-thing）的用法也很普遍。在很多情况下就是来指代物体大小的。比如乌干达手机都配有闪光灯，或“电筒”，作为手机的配件。乌干达人把这个配件叫做 "katorchi" ，因为光是从手机顶端小灯泡发出来的。但也有其他意思，比如一个女人要表达在出租车上受到一个极度轻浮的年轻男人的调戏，则会用"Eh! this ka-boy really disturbed me on the taxi. He would not stop asking for my number."意思是这个男人好烦啊，不断要我的电话。这里ka更侧重表达男人对女人造成的骚扰程度，而非这个年轻男人的身高。然而，在建筑背景下，Ka-timba指的是细钢筋（比如当属钢筋），而不是人们认为的木头。而akatimba指的是蚊帐。因此乌干达一个单词有多种意思的现象很普遍，意思取决于单词使用的语境和前缀。
卢旺达连接词“nti”在英语句子中常常取代that起连接作用。因此人们会听到"The Minister said nti corruption will not be tolerated.（部长说腐败是不可容忍的行为）" 这样的引语。如果讲话人持怀疑态度，就会使用 mbu代替 nti；比如"The Minister said mbu corruption will not be tolerated（部长说不能容忍贪污腐败）"表达只是说说而已，贪污腐败还会继续。
在乌干达语言中，同一个动词可以表达感谢，祝贺和欣赏工作很好的完成多个意思。在自家花园干活受到路人的欣赏在非洲非常普遍（thank表达欣赏之意）。在乌干达，如果买了辆新车或赢得了比赛，别人会用“thank”来称赞他，这也是在正常不过的。早晨也会用thank表达问候之意。卢旺达语"gyebale"会被翻译成干得好"well done".他们只是称赞人们的日常工作，而不是某项特定工作。
但是干得好“well done”可以指代很多具体的行为，比如well fought，夸奖凯旋的士兵，well bought，称赞某人买了新车或房子，well put on，夸一个人穿着讲究。
乌干达人常常会用卢旺达英语单词创造混合词。比如"I'm going to ku-changi-nga."指“"I am going to change into a dress"（我要穿连衣裙）的意思。其他情况包括会在卢旺达语单词后面加-ing，因此，"That gentleman was kwaana-ring me" 表达的意思是这个绅士在搭讪我。

## 语法区别
乌干达人常常会把两个句子用和“and”连接为一个句子。比如，理发师会说"Sit down and I cut your hair（坐下，给你剪头发），"或信使会说"They told me to come and you give me the package（他们让我过来收包裹）"。
在乌干达语言中这种用法大多数情况下都是合理的，但在这些语言中并没有明确表达and而是理解到的。祈使句里往往会添加人称代词。比如"Go to Entebbe;" or "Please go to Entebbe" 会变为"You go to Entebbe（你要去一下恩德培市）"，"Please come here" 变成了 "You come（你来一下）"，"Let's go" 变为了 "we go（我们要过去一下）"。

### 介词
和其他外国人一样，乌干达会改变，添加和遗漏母语者经常使用的介词。如下面一些语言：
- 减少事情（decrease on things, not decrease things）
- 需要某物（demand for things, not demand things）
- 生产某物 （yield into things）

## 发音
乌干达人发音区别很大，因为老师的水平和接触英语的机会的差异。由于大多数人接触不到以英语为母语的人，英语录音，带发音指南的词典，所以只能基于拼法猜测发音。因此游客会听到“拼法发音”。比如在坎帕拉Acacia 街，"acacia"的发音是/a ˈka sia/，而不是/əˈkeɪʃə/ 或/əˈkeɪ sɪə/。
卢旺达语中不存在的发音，会用卢旺达语发音代替，因此"assume"中的/sj/ 音变成了/ʃ/，整体读音变为(/aˈʃum/),"cube"的/kj/音变成了/tʃ/音，整体读音变为(/tʃu:b/)。

## 谚语
经常可以听到被翻译的很拙劣的乌干达传统谚语。比较受欢迎的非传统谚语有"Man eateth where he worketh.”，意思是政府官员腐败行为会受到公正的审判。"Mpola mpola, otuuka waala."被翻译成"Slowly by slowly you reach far，积少成多的意思。上述谚语相似变体有"Agenda mpola, atuuka wala,"被翻译为 "s/he who travels/goes slowly will reach far.（有耐心的人走的更远）其他还包括"kamu kamu gwe mugaanda"（one by one makes a bundle），意思是积少成多。"the new broom sweeps better, but the old one knows all the corners”是翻译而来的，意思是结交了新朋友，不要忘记老朋友。

## 拼法
乌干达常鄙视标准的拼写方法，甚至在官方出版物中也能碰到这种情况。例如吃晚饭dining常常被拼写为"dinning,"这样标准发音会变为短音/ɪ/，单词与din拼法相似，让人联想到喧闹而不是吃晚饭的地方。
Another frequent change is the confusion of u  and a /æ/.  An example would be the use of "batter" for "butter" (what is spread on the bread).
那些牌子为saloons的商家，实际上是指“western salons（西方沙龙）”。另一个误区是u/ʌ/和a/æ/混用。比如会把“butter”（面包上涂抹的黄油）读为"batter" 。

## 扩展阅读
- Bernard Sabiiti. . J.C Mugunga. 2015  [2015-09-15]. ISBN 9781312826397. （原始内容存档于2020-11-04）.